# Bitrunchi

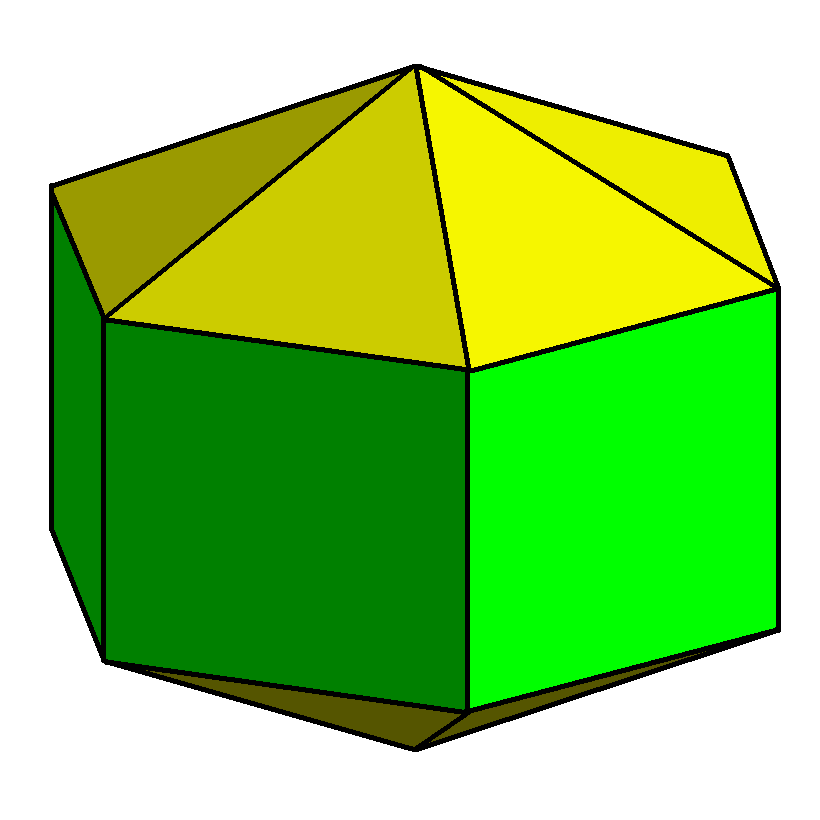
Dualul exemplului de mai sus, bipiramida hexagonală alungită

În geometrie un bitrunchi n-gonal este un poliedru ale cărui vârfuri sa află situate toate în trei plane paralele. În cele trei plane vârfurile formează trei n-goane, cel din planul din mijloc fiind cel mai mare și de obicei cele de sus și de jos sunt congruente.
Poate fi construit din două trunchiuri congruente unite pe un plan de simetrie și, de asemenea, ca o bipiramidă cu cele două vârfuri polare trunchiate.
Poliedrele lor duale sunt bipiramidele alungite.

## Formule
Pentru un bitrunchi regulat, cu laturile n-poligonului ecuatorial a, laturile n-poligoanelor bazelor b și semiînălțimea (jumătate din distanța dintre planele celor două baze) h formulele de calcul ale ariei laterale Al, ariei totale A și a volumului V sunt:
{\displaystyle A_{l}=n(a+b){\sqrt {\left({\frac {a-b}{2}}\cot {\frac {\pi }{n}}\right)^{2}+h^{2}}}\,,}
{\displaystyle A=A_{l}+n{\frac {b^{2}}{2\tan {\frac {\pi }{n}}}}\,,}
{\displaystyle V=n{\frac {a^{2}-b^{2}}{6\tan {\frac {\pi }{n}}}}h\,.}

## Exemple
Există un număr infinit de bitrunchiuri, trei dintre ele fiind dualele a trei poliedre Johnson, J14–J16. În general, un bitrunchi n-gonal are fețele 2n trapeze și 2 n-goane și este dualul bipiramidelor alungite.
| Bitrunchi triunghiular                                                   | Bitrunchi pătrat                                               | Bitrunchi pentagonal                                                   | Bitrunchi hexagonal                                             |
| ------------------------------------------------------------------------ | -------------------------------------------------------------- | ---------------------------------------------------------------------- | --------------------------------------------------------------- |
|                                                                          |                                                                |                                                                        |                                                                 |
| 6 trapeze, 2 triunghiuri. Dualul bipiramidei triunghiulare alungite, J14 | 8 trapeze, 2 pătrate. Dualul bipiramidei pătrate alungite, J15 | 10 trapeze, 2 pentagoane. Dualul bipiramidei pentagonale alungite, J16 | 12 trapeze, 2 hexagoane. Dualul bipiramidei hexagonale alungite |